# Mramorec
Mramorec (macedónul: Мраморец) település Észak-Macedóniában, a Délnyugati körzet Debarcai járásában.

## Népesség
| Lakosok száma | 657  | 609  | 346  | 132  | 60   | 19   | 15   | 8    | 4    |
|               | 1948 | 1953 | 1961 | 1971 | 1981 | 1991 | 1994 | 2002 | 2021 |

2002-ben 8 lakosa volt, akik mindannyian macedónok.